# Karukové

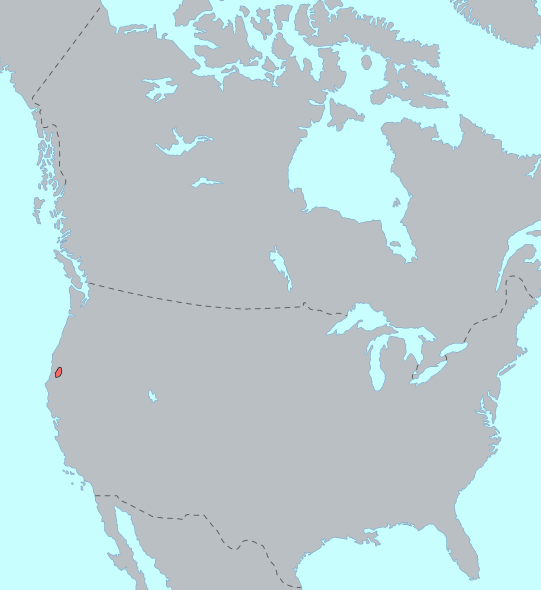
Rozšíření Karuků před příchodem Evropanů.

Karukové (anglicky Karuk people) jsou kmen původních indiánských obyvatel Kalifornie a jeden z největších indiánských kmenů v Kalifornii vůbec. Příslušníci této skupiny jsou mimo jiné zapsáni na seznamu federálně uznaných indiánských kmenů ještě ve dvou dalších kmenech a to Cher-Ae Heights Indian Community of the Trinidad Rancheria a Quartz Valley Indian Community.

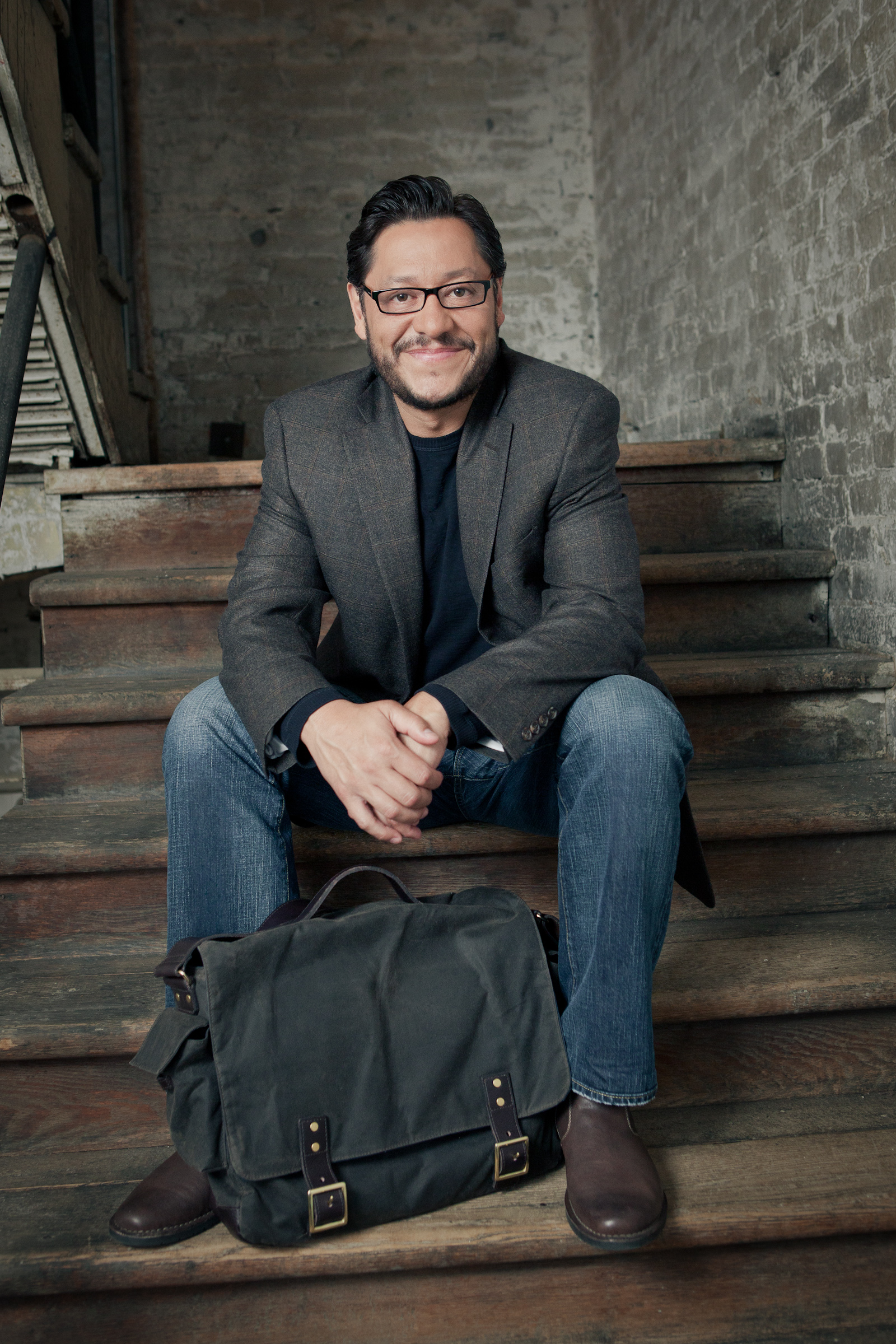
Rob Cabitto, původem Karuk

Město Happy Camp v Kalifornii se nachází přímo ve středu někdejšího karuckého území, které se rozkládalo okolo řeky Klamath od Buff Creek přes Siskiyou County až do jižního Oregonu.

## Jméno
Slovo „karuk“, někdy též vyslovováno jako „karok“, znamená „lid od horního toku řeky“ nebo „lid proti proudu“ a v jazyce Tolovů jsou Karukové nazývání Chum-ne.

## Jazyk
Karukové hovoří svým vlastním jazykem, který spadá do Hokanské jazykové rodiny. Kmen má aktivní program na obnovu svého původního jazyka.

## Obyvatelstvo
Odhady pro velikost populací většiny původních indiánských kmenů a skupin před kontaktem s Evropany jsou velmi odlišné. Alfred L. Kroeber navrhuje číslo 1 500 v roce 1770. Sherburne F. Cook původně odhadl 2 000 a později svůj odhad zvýšil na 2 700. V roce 1910 podal Kroeber zprávu o 800 přeživších příslušnících kmene Karuků.
Podle sčítání lidu z roku 2010 žije v současnosti 6 115 Karuků z nichž je 3 431 čistokrevných.

## Kultura
Od nepaměti žili Karukové ve vesnicích podél řeky Klamath, kde se věnovali lovu, rybaření, sběru, košíkářství a rituálním tancům. Byli jediným kalifornským indiánským kmenem pěstujícím tabák. Jejich obřady trvaly i několik dní a měly za cíl vyléčit a upevnit svět, přimluvit se za dobrou úrodu a dostatek jelenů a lososů, stejně jako obnovu kolektivní dobré vůle a osobního štěstí.
V létě roku 1871 a 1872 navštívil skupiny indiánů v severní Kalifornii amatérský etnograf jménem Stephen Powers. Jeho vydaná pozorování přináší pohled na životy indiánů přeživších Kalifornskou zlatou horečku. Podle Powerse byli Karukové (Karokové) jedním ze tří kmenů žijících na řece Klamath, (dalšími byli Jurokové a Modokové). Také zaznamenal, že v paměti obyvatel neexistují vzpomínky na jakékoli dřívější migrace kmene, naopak se objevovaly legendy o stvoření světa a potopě, které byly zasazovány právě na území kolem řeky Klamath.
Karukové pro svoji obživu vyvinuli velmi sofistikovaný systém využití rostlin a zvířat. Tyto praktiky nezahrnovaly pouze sběr přírodních plodin, ale také využívání rostlinných a živočišných materiálů jako nástrojů, oblečení i medikamentů. Karukové kultivovali jednu z forem tabáku a při přípravě úhořů využívali antibakteriálních účinků pobřežní kapradiny Dryopteris arguta.

## Slavní příslušníci kmene
- Rob Cabitto, autor memoárů o závislosti a problémech s identitou
- Naomi Lang, krasobruslařka, pětinásobná mistryně USA v krasobruslení mezi lety 1999 a 2003. Jako členka olympijského týmu USA v roce 2002 byla první původní Američankou, která se zúčastnila zimních olympijských her. Její praprababička byla čistokrevnou příslušnicí kmene Karuků.